# Сэкибо
Сэкибо (яп. 石棒 сэкибо:, «каменная палка») — это современное название каменных жезлов длиной от 30 сантиметров до 2 метров неизвестного назначения, созданные в древней Японии периода среднего и позднего Дзёмона. Массивность некоторых жезлов позволяет утверждать, что древние люди в этот период обладали достаточно высокой степенью оседлости и практически не вели кочевой образ жизни. В период Яёй использование сэкибо прекратилось.

## Описание
Сэкибо представляют из себя тщательно отполированные каменные изделия в форме жезла, один конец которых выточен в форме головки фаллоса. Жезлы были созданы древними людьми, населявшие север японского архипелага, в период Дзёмон. Длина сэкибо варьируется. На раскопках стоянок людей позднего Дзёмона были найдены жезлы до 90 сантиметров, а на стоянках среднего — до 2,5 метров. Фаллообразные наконечники на разных сэкибо не являются однотипными, и имеют индивидуальные различия в резьбе.
Точное назначение сэкибо неизвестно. Исследователями высказывались предположения, что жезлы являются предметами эротического культа или имеют связь с культом плодородия. Также проводились аналогии с обрядом микронезейских племён островов Трук, которые вытачивали деревянные «любовные трости» фелае, с помощью которых мужчины искали себе избранницу. Российским историком Р. С. Васильевским было высказано предположение, что сэкибо являлись частью некоего фаллического обряда, связанного с охотничье-промысловым культом.

## Некоторые места находок
Сэкибо множество раз находили при раскопках на Хоккайдо.
- Погребения в окрестностях посёлка Сюэн, полуостров Сиретоко: три сэкибо длиной до 70 сантиметров, диаметр около 4 сантиметров.
- Готэнъяма: два целых сэкибо и несколько фрагментов.
- Курганный могильник Касиваги, расположенный на 30 километров южнее Саппоро: три сэкибо.